# سیارک ۴۰۳۹
سیارک ۴۰۳۹ (به انگلیسی: 4039 Souseki، نامگذاری:1987SH) چهار هزار و سی و نهمین سیارک کشف شده‌است که در ۱۷ سپتامبر ۱۹۸۷ کشف شد.
قدر مطلق سیارک برابر ۱۳٫۰۰ است.